# Fintar o Destino
Fintar o Destino es una película coproducción de Cabo Verde y Portugal filmada en colores dirigida por Fernando Vendrell sobre su propio guion escrito en colaboración con Carla Baptista que se estrenó el 14 de agosto de 1998 y que tuvo como actores principales a Carlos Germano, Betina Lopes,  Paulo Miranda y  Manuel Estevão. El director utiliza el fútbol como pretexto para hablar sobre la importancia de la motivación de las personas en las acciones que realiza así como en las elecciones que hace cada paso; también sobre lo que significa vivir en una isla, con las sensaciones que ello provoca.

## Sinopsis
Quien fue un gran jugador de fútbol para Mindelense, en San Vicente en Cabo Verde ve a 50 años cómo sus sueños se han esfumado. La rutina diaria, su trabajo en una pequeña tienda comercial y tienda de comestibles, lo ha agotado. Sin embargo, cuando entrena a un equipo juvenil, se alegra por Kalu, el joven rebelde pero talentoso que es uno de los integrantes.

## Producción
Durante varios años Fernando Vendrell viajó a Cabo Verde varias veces para preparar la película y en el filme se nota ese trabajo previo y de sintonía con los lugares y las poblaciones.

## Reparto
Intervinieron en la película los siguientes intérpretes:
- Carlos Germano	...	Mane
- Betina Lopes	...	Lucy
- Paulo Miranda	...	Kalu
- Manuel Estevão	...	Djack
- Elíseo Leite	...	Toy
- Figueira Cid	...	Joaquim
- Daniel Martinho	...	Alberto
- Rita Loureiro	...	Julia
- Elisangela Monteiro	...	Nina
- Silvia Lima	...	Belinha
- Jose Spencer	...	Luis
- Horácio Santos	...	Americo
- Diogo Dória	...	Vigilador
- Adriano Almeida	...	Chico
- Ana Firmino	...	Manuela
- Carlos Rodrigues	...	Funcionario
- Rui Águas	...	Rui Aguas
- António Veloso	...	Veloso
- Adriano Reis
- Silvia Rizzo

## Críticas
El sitio fandor.web dice:

”es una película deportiva con un toque decididamente africano…. explora una tensión…general, personal y política, entre permanecer fiel a los sueños de uno o aprovechar al máximo las oportunidades limitadas que nos rodean. En Fintar o Destino, este dilema se plantea en términos de una nación entera: si los caboverdianos deben aceptar la vida en estas islas aisladas o si deben perseguir sus ambiciones a menudo poco realistas en el extranjero.“

Luís Miguel Oliveira opinó:

”uno de los méritos…es la forma en que se coloca "dentro" y la forma en que evita todas las trampas que podrían convertirla en una "película turística"… el fútbol… es principalmente el pretexto, o el vehículo, para que Vendrell cuente su historia sobre las ilusiones perdidas, sobre la amargura de la constatación de que estas ilusiones se perderán quizás definitivamente.

El sitio web newsreel dijo sobre el filme:

” En Fintar O Destino el personaje y su destino están geográficamente ligados con la historia única de las islas de Cabo Verde… Mané regresa a Mindelo sin dinero y castigado. Pero…la película no es tan simplista o moralista como para sugerir que Mané se convertirá de un soñador a un hombre práctico. La vida es obviamente una tensión entre estos extremos y cualquier mundo necesita ambos. Mané… continúa alentando a Kalu a perseguir el sueño de convertirse en un jugador de fútbol. En la escena final, Mané monta una bicicleta que sus amigos han ridiculizado porque solo puede pedalear por la isla pero nunca salir de ella. Él les responde con lo que podría ser su credo: ‘puedes ir a donde quieras con tu imaginación’".

Luisa Fresta en Cultura Jornal Angolano de Artes y Letras escribió:

“esta no es una película sobre el fútbol, sino sobre las personas, el poder de la motivación, las elecciones que uno hace en cada paso y las otras que no hacemos, y que la vida nos cuida…. registro entre cine y documental, con ficción y poesía, pero también importantes referencias históricas…. reparto excelente tanto en papeles principales como secundarios, FV puede hacernos pasar momentos de belleza indescriptible. y reflexion….Es una película poética, fundamental, y con una belleza hecha de rocas volcánicas, cenizas y desbordados diálogos de veracidad.

## Premios
La película obtuvo los siguientes premios:
Festival Internacional de Cine de Berlín, 1998
- Fernando Vendrell galardonado con una Mención de Honor en el Premio C.I.C.A.E.  de la sección Panorama.

Festival de Cine Mediterráneo de Colonia, 2001
- Fernando Vendrell  ganador del premio Especial del Jurado

Fantasporto 1998
- Fernando Vendrell ganador del premio Especial del Jurado

Festival de Cine de Napoles 1998
- Fintar o Destino ganadora del Premio Vesuvio a la Mejor Película

Festival de Cine Deportivo Ciudad de Santander
- Prémio ALMA al Mejor Argumento Original

Festival de Cinema da União Europeia – Chiang Mai, China;
- Mención Especial del Jurado CICA

## Análisis ideológico de la película
La película ha ido utilizada para estudiar el papel del deporte, en particular el fútbol, en las relaciones entre Portugal y Cabo Verde, cuando el mundo del fútbol está cada vez más globalizado y comercializado.

## Cabo Verde veinte años después
Veinte años después del estreno de esta película sigue habiendo personas que viven en la pobreza rural se mudan a la ciudad u otro país, y pierden contacto con sus familias y amigos. La pregunta que surge es si –salvo que hayan escapado por la política o la guerra- ¿sus vidas transcurren allí más felices?
Actualmente Cabo Verde es una de las democracias africanas más exitosas, tiene medio millón de habitantes y ligas insulares de fútbol integradas por de 140 clubes. La filmación se hizo en la isla de São Vicente, que contaba con alrededor de cincuenta mil y hoy casi duplica ese número, tiene 16 equipos de ese deporte, al que muchos jóvenes y sus familias ven como una forma de salir de la isla a probar suerte.